# Retro Stefson

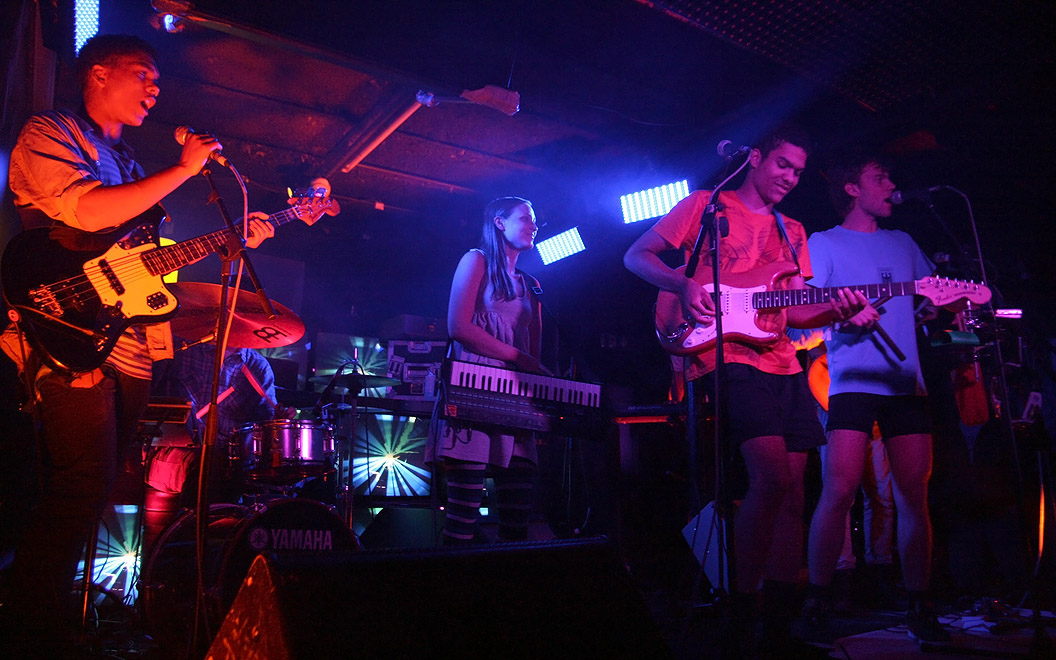
Retro Stefson, Waves Vienna 2011

Retro Stefson ist eine isländische Pop-Band aus Reykjavík.

## Bandgeschichte
Als Schülerband im Jahr 2006 gegründet, hat die Band im Jahr 2009 ihr erstes Album Montaña, noch ausschließlich in ihrer früheren Heimat Island, veröffentlicht. Am 20. Mai 2011 brachten sie ihr zweites Album Kimbabwe heraus. Zu Beginn noch eher dem Rap zugewandt, erweiterten die inzwischen in Berlin wohnhaften Isländer sehr bald ihr Spektrum. Gesungen werden die Lieder hauptsächlich auf Isländisch, Portugiesisch und Englisch.

## Stil
Den Musikstil beschreibt der Gitarrist Unnsteinn Manuel Stefánsson in einem Interview folgendermaßen: „Wir klingen wie Van Halen, der sich an einem sommerlichen Tag in seiner Küche einen Bananen-Smoothie mixt.“ Er lässt sich kaum in eine bekannte Kategorie einordnen. Es werden Anleihen aus sehr vielen verschiedenen Musikrichtungen kombiniert.

## Diskografie
Alben
- Montaña, auf Island veröffentlicht am 15. Oktober 2008[3], in Deutschland am 16. Februar 2009[4] auf Kimi Records
- Kimbabwe, auf Island veröffentlicht am 18. Oktober 2010 auf Kimi Records[5], in Deutschland am 20. Mai 2011 auf Vertigo Records[6]
- Kimba, EP (April 2011)
- Retro Stefson, auf Island erschienen im Oktober 2012,[7] in Deutschland im März 2013.